# Melody Thomas Scott
Melody Thomas Scott (Los Angeles (Californië), 18 april 1956) is een Amerikaanse actrice. Haar geboortenaam is Melody Thomas.

## Carrière
Thomas speelde al op achtjarige leeftijd in de Hitchcock-film Marnie (1964). Na enkele gastrolletjes in series kreeg ze de rol van stripper Nikki Reed aangeboden in The Young and the Restless. In de serie werd ze een gerespecteerd lid van de high society in Genoa City, de fictieve stad waar de productie speelt, nadat ze was getrouwd met de magnaat Victor Newman (Eric Braeden). Vanaf 2000 kwam haar personage steeds minder in de serie aan bod, waarna Thomas dreigde de show te verlaten. Sindsdien is ze opnieuw een prominent personage in de serie, dat regelmatig een grote verhaallijn heeft.
Sinds 1985 is Thomas getrouwd met Edward Scott, een van de producers van de serie.